# بحر تيثس

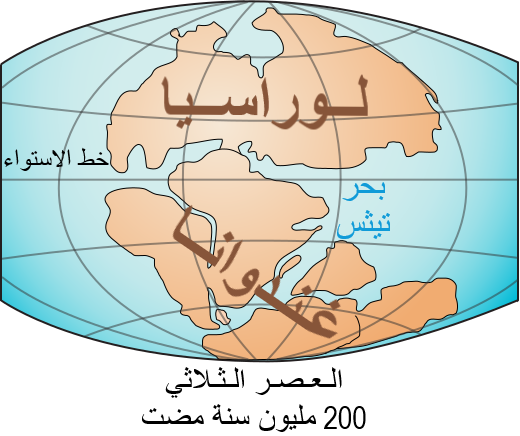
المرحلة الأولى من تشكل بحر التيثس: وهي (الأولى) يبدأ بحر تيثس بتقسيم بانجيا إلى قسمين: غندوانا وراسيا.

بحر التيثس (Tethys Seaway) هو البحر القديم الذي كان يفصل بين القارات خلال العصور المختلفة من عمر الأرض، وهو غير ثابت الموقع إذ أن موقعه كان يتغير تبعاً لحركة القارات.
(تصفح أبو المحيطات) إختفى بحر التيثيس بسبب تقارب الصفيحة التكتونية

## بحر التيثس خلال حقب الحياة القديمة (Paleozoic)
في حقب الحياة القديمة كان بحر التيثس كبيراً جداً ويقع بين غندوانا في الجنوب وبقية القارات في الشمال، وقد اتخذ شكلاً مستعرضاً بين خط الاستواء ودائرة عرض (30º) جنوباً. وبعد التحام القارات معًا وتكوين قارة بانكيا اختفى بحر التيثس من الوجود تقريباً، إذ أنه في الكاربوني الأعلى والبرمي أخذت القارة العظيمة الغندوانا بالدوران عكس عقرب الساعة نحو قارة لوراسيا وأغلقت بذلك النهاية الغربية لبحر التيثس.

## بحر التيثس خلال حقب الحياة المتوسطة (Mesozoic)
عاد بحر التيثس للظهور في أول تباعد للقارات عن بعضها في بداية حقب الحياة المتوسطة، إذ انفصلت لوراسيا (أوراسيا وأمريكا الشمالية) عن أفريقيا وأمريكا الجنوبية، وكانت هذه بداية تكون بحر التيثس الجديد (New Tethys). ففي العصرين الترياسي والجوراسي كان بحر التيثس استوائيا ويحتوي على الكثير من الشعاب المرجانية والطحالب الخضراء، أما في الكريتاسي فان بحر التيثس كان في خطوط العرض الاستوائية شمال خط الاستواء بقليل. وهذا يعني أن المحيطات كانت متصلة في منطقة الاستواء بالتيثس والممر البحري لأمريكا الوسطى والتي هيأت ظروفا لممر بحري استوائي يحيط بالعالم. في هذه المرحلة بدأت المحيطات الحالية بالظهور، وأصبح مصطلح بحر التيثس مقتصراً على المنطقة الواقعة بين أفريقيا وأوروبا بشكل رئيسي.

## بحر التيثس خلال حقب الحياة الحديثة (Cenozoic)
مع انتهاء حقب الحياة المتوسطة وبداية حقب الحياة الحديثة كان هناك نشاط زلزالي كبير أدى انفصال الجزيرة العربية عن أفريقيا وتكون البحر الأحمر، وأدى تحرك الجزيرة العربية باتجاه الشمال إلى الشمال الشرقي بالإضافة لحركات الرفع (الحركة الألبية) إلى ظهور جزء من قاع محيط التيثس والذي يتمثل في منطقة الشام والعراق وشمال ووسط السعودية وبهذا انفصل محيط التيثس إلى البحر الأبيض المتوسط والخليج العربي.
خلال حقب الحياة الحديثة أخذت قارتا أوروبا وأفريقيا بالتقارب من بعضهما وهذا أدى إلى تضيق وانغلاق بحر التيثس، إذ أن الجزء الشرقي من التيثس في العصر الثلاثي (Tertiary) أصبحت بحاراً وأحواضاً منفصلة مثل البحر الأسود وبحر الاورال وعدة بحيرات بلقانية كبيرة. أما البحر الأبيض المتوسط فهو من بقايا بحر التيثس وقد كان في نهاية المايوسين معزولا كليا عن المحيط الأطلسي، لذا فقد كان جافا والدليل عل ذلك هو وجود صخور المتبخرات في قاع البحر العائدة لهذا الزمن والتي اكتشفت عند حفر صخور القاع.